# Neopetrobia hexapetalae
Neopetrobia hexapetalae är en spindeldjursart som beskrevs av P. Mitrofanov 1975. Neopetrobia hexapetalae ingår i släktet Neopetrobia och familjen Tetranychidae. Inga underarter finns listade i Catalogue of Life.